# Монтроуз (округ, Колорадо)
Шаблон:StateAbbr_ 38°25′ пн. ш. 108°16′ зх. д. / 38.41° пн. ш. 108.27° зх. д.
Округ Монтроуз (англ. Montrose County) — округ (графство) у штаті Колорадо, США. Ідентифікатор округу 08085.

## Історія
Округ утворений 1883 року.

## Демографія
За даними перепису 
2000 року 
загальне населення округу становило 33432 осіб, зокрема міського населення було 15676, а сільського — 17756.
Серед мешканців округу чоловіків було 16458, а жінок — 16974. В окрузі було 13043 домогосподарства, 9311 родин, які мешкали в 14202 будинках.
Середній розмір родини становив 3.
Віковий розподіл населення поданий у таблиці:
| Стать    | До 15 років | 15-21 | 22-29 | 30-39 | 40-49 | 50-65 | 65-85 | Понад 85 |
| -------- | ----------- | ----- | ----- | ----- | ----- | ----- | ----- | -------- |
| Чоловіки | 3712        | 1633  | 1308  | 2147  | 2531  | 2913  | 2002  | 212      |
| Жінки    | 3550        | 1525  | 1298  | 2157  | 2645  | 2915  | 2409  | 475      |

## Суміжні округи
- Меса — північ
- Дельта — північний схід
- Ганнісон — схід
- Урей —  південний схід
- Сан-Мігель — південь
- Сан-Хуан, Юта — захід

## Виноски
1. ↑  U.S. Decennial Census. United States Census Bureau. Архів оригіналу за 19 липня 2018. Процитовано 8 червня 2014.
2. ↑  Historical Census Browser. University of Virginia Library. Архів оригіналу за 11 серпня 2012. Процитовано 8 червня 2014.
3. ↑  Population of Counties by Decennial Census: 1900 to 1990. United States Census Bureau. Архів оригіналу за 31 липня 2014. Процитовано 8 червня 2014.
4. ↑  Census 2000 PHC-T-4. Ranking Tables for Counties: 1990 and 2000 (PDF). United States Census Bureau. Архів оригіналу (PDF) за 18 грудня 2014. Процитовано 8 червня 2014.
5. ↑  State & County QuickFacts. United States Census Bureau. Архів оригіналу за 6 червня 2011. Процитовано 8 червня 2014.(англ.) Наведено за англійською вікіпедією.
6. ↑  American FactFinder. Бюро перепису населення США. Архів оригіналу за 26 лютого 2012. Процитовано 31 січня 2008.

| США | Це незавершена стаття з географії США. Ви можете допомогти проєкту, виправивши або дописавши її. |